# Siiri Oviir
Siiri Oviir (født 3. november 1947) er siden 2004 estisk medlem af Europa-Parlamentet, valgt for Eesti Keskerakond, men forlod partiet i 2012 (indgår i parlamentsgruppen ALDE).
1. ↑  Navnet er anført på engelsk og stammer fra Wikidata hvor navnet endnu ikke findes på dansk.